# Zornia multinervosa
Zornia multinervosa là một loài thực vật có hoa trong họ Đậu. Loài này được Bacigalupo miêu tả khoa học đầu tiên.